# 普拉克明兹堂区
普拉克明兹堂区（英語：Plaquemines Parish，/ˈplækɪmɪnz/）是美国路易斯安那州東南部的一個堂區，密西西比河三角洲位於本堂區，南臨墨西哥灣，總面積6,650平方公里（陸地面積2,000平方公里，水面面積4,630平方公里），是全州最大。根據2020年美國人口普查，共有人口23,515人。治所波因塔哈拉什（Pointe a la Hache）。
本堂區成立於1807年3月31日，是該州原始的十九個堂區之一；名稱來自路易斯安那法語詞彙「piakimin」，意思是柿子。